# Règles locales d'urbanisme
En France, les règles locales d'urbanisme sont des règles particulières qui concernent des territoires et spécifiées dans un document d’urbanisme, tels que :
- schémas d’urbanisme ;
- schémas d’aménagement ;
- Plan local d'urbanisme (PLU);
- Plan d'occupation des sols (POS) ;
- Plan d'aménagement de zone (PAZ) ;
- Plan de sauvegarde et de mise en valeur (PSMV) ;
- Zone de protection du patrimoine architectural, urbain et paysager (ZPPAUP)

Ces règles doivent également tenir compte des servitudes d’utilité publique affectant l’utilisation du sol et des prescriptions particulières.